# Setophaga nigrescens
La reinita gris (Setophaga nigrescens), también denominada chipe negrigrís y chipe de garganta negra, es una especie de ave de la familia de los parúlidos. Se reproduce en el oeste de América del Norte (desde la Columbia Británica hasta Nuevo México) y pasa el invierno en México y el sur de los Estados Unidos.